# Знаменовский сельский совет
Знаменовский сельский совет (укр. Знаменівська сільська рада) — входит в состав
Новомосковского района
Днепропетровской области
Украины.
Административный центр сельского совета находится в 
с. Знаменовка.

## Населённые пункты совета
- с. Знаменовка
- с. Новотроицкое
- с. Подпольное